# Anonidium mannii
Anonidium mannii är en kirimojaväxtart som först beskrevs av Daniel Oliver, och fick sitt nu gällande namn av Adolf Engler och Friedrich Ludwig Diels. Anonidium mannii ingår i släktet Anonidium och familjen kirimojaväxter. Utöver nominatformen finns också underarten A. m. brieyi.